# Zańky (obwód żytomierski)
Zańky (ukr. Заньки) – wieś na Ukrainie, w obwodzie żytomierskim, w rejonie żytomierskim, w hromadzie Potyjówka. W 2001 liczyła 275 mieszkańców.